# Besøget (film fra 2015)
 For alternative betydninger, se Besøget. (Se også artikler, som begynder med Besøget)
Besøget er en dansk film instrueret af Michael Madsen. Filmen er engelsksproget og har den engelske originaltitel The Visit.

## Handling
Denne film dokumenterer et møde, der endnu aldrig har fundet sted..., sådan åbner Michael Madsens "The Visit". For første gang har et filmhold fået adgang til FN's Kontor for Anliggender vedrørende Det Ydre Rum, hvor førende rumforskere og rumorganisationer udforsker menneskets første møde med intelligent liv udefra. "...Vores scenarie begynder med ankomsten. Din ankomst."